# روب مورر
روب مورر (بالإنجليزية: Rob Maurer)‏ هو لاعب كرة قاعدة أمريكي، ولد في 7 يناير 1967 في إيفانسفيل في الولايات المتحدة.

## وصلات خارجية
- روب مورير على موقعبيزبول رفرنس.كوم (الدوري الرئيسي) (الإنجليزية)
- روب مورير على موقعبيزبول رفرنس.كوم (الدوري الثانوي) (الإنجليزية)